# El hombre que amaba a los perros
El hombre que amaba a los perros es una novela del autor cubano Leonardo Padura escrita en 2009. Editada ese año por Tusquets, fue publicada en Cuba en 2011 por Ediciones Unión.
La novela fue finalista del Premio Libro del Año en España.  Ha sido traducido al inglés por Anna Kushner. La traducción al inglés fue publicada en Estados Unidos en 2014 por Farrar, Straus y Giroux. La novela de Padura traza la huida de 11 años de Trotsky de Stalin; el reclutamiento y creación de un asesino en el comunista catalán Ramón Mercader y la marginación de Iván Cárdenas Maturell, un novelista cubano que aprende temprano en su carrera los peligros de escribir en su tierra natal.
Stalin quería una matanza salvaje y "espectacular", no un simple envenenamiento como el que ordenó para el hijo de Trotsky. Trotsky había sobrevivido milagrosamente al ataque de 1940 dirigido por el pintor muralista  David Alfaro Siqueiros, pero el 20 de agosto de 1940 Mercader le clavó un piolet en la nuca.  En Cuba Trotsky es oficialmente vilipendiado hasta el día de hoy por traicionar a la revolución.

## Génesis de la novela
Leonardo Padura dijo en 2017: "La primera vez que visité México como periodista fue en la década de 1980. No sabía nada de Trotsky, pero visité el museo y vi la sala donde fue asesinado. Me causó una profunda impresión. Me pregunté cómo era posible que alguien que jugó un papel tan importante en la Revolución y en la Guerra Civil simplemente dejara de existir.
Fui a la biblioteca de La Habana y encontré dos libros sobre Trotsky. Uno se llamaba Trotsky el Renegado y el otro era Trotsky el Traidor. Estas eran las únicas fuentes oficiales disponibles en Cuba en ese momento. Pero entonces ocurrió algo extraordinario. El Muro de Berlín cayó y después de eso, una masa de material que había estado oculto en los archivos de repente estuvo disponible".
Leonardo Padura comenzó entonces a estudiar la vida de Trotsky y poco a poco fue tomando forma en su mente la idea de escribir una novela. Fue a Rusia a investigar los archivos, pero se sorprendió al descubrir que no había nada en absoluto sobre el asesinato de Trotsky. Parece que Stalin siguió los planes para asesinar a su enemigo con gran detalle y sus agentes le dieron informes diarios, pero una vez que los leyó, los quemó.

## Argumento
Un escritor frustrado rememora un episodio de su vida ocurrido tres décadas antes. En una playa cubana conoce a un enigmático hombre acompañado de dos galgos rusos. Después de entablar una progresiva amistad, este le contará una historia confidencial cuyos protagonistas serán el político y teórico revolucionario soviético León Trotski y su asesino Ramón Mercader.
En una narración elaborada en torno al recorrido en el exilio de Trotsky y su confluencia en México con Mercader, Padura expone su visión de la historia contemporánea cubana y general. La novela solventa las lagunas en la misteriosa vida de Mercader con una elaboración creíble de este oscuro personaje a través de historias paralelas.